# مركز الملك عبد الله للدراسات والبحوث البترولية (كابسارك)
مركز الملك عبد الله للدراسات والبحوث البترولية المعروف اختصارًا باسم كابسارك مركز استشارات بحثي في اقتصاديات الطاقة والاستدامة العالمية، يقدم خدمات استشارية للجهات والهيئات في قطاع الطاقة السعودي. تأسس بقرارٍ من مجلس الوزراء السعودي في 10 يوليو 2007، كمركز غير هادف للربح يجري بحوثًا مستقلة في مجال اقتصاديات الطاقة، ويضم خبراء دوليين من أكثر من 15 جنسية.
ويعد «كابسارك» من أكثر مراكز التطوير نمواً في العالم، حيث يقع شمال مدينة الرياض، على طريق مطار الملك خالد الدولي بجوار جامعة الأميرة نورة بنت عبد الرحمن، ويكرس جهوده لدراسة جميع أنواع الطاقة وما يتعلق بها من اقتصاديات وسياسات وتقنيات والعمل على تعزيز فهم التحدّيات والفرص في قطاع الطاقة، لتمهيد الطريق للوصول لرفاهية المجتمعات محلياً وعالمياً.
في 2020 أدرج التصنيف العالمي السنوي لمراكز الأبحاث ومنظمات المجتمع المدني الذي تصدره جامعة بنسلفانيا في الولايات المتحدة المركز ضمن قائمة أفضل مراكز أبحاث الطاقة، حيث احتل المرتبة 12 في قائمة أفضل 60 مركز أبحاث في سياسات وموارد الطاقة، وعلى مستوى مراكز الأبحاث في الشرق الأوسط وشمال إفريقيا التي يبلغ عددها 101 جاء كابسارك في المرتبة 15، وذلك بحسب التصنيف العالمي السنوي لمراكز الأبحاث ومنظمات المجتمع المدني الذي تصدره جامعة بنسلفانيا في الولايات المتحدة الأمريكية.
في عام 2023 حصل المركز على جائزتين عالميتين مرموقتين خلال فعاليات النسخة الثامنة من مؤتمر أوبك الدولي الذي عُقد يومي 5 و6 يوليو في العاصمة النمساوية فيينا ، حيث تُوّج "كابسارك" خلال هذا المؤتمر بجائزة أوبك لأفضل مركز لبحوث الطاقة تقديرًا لدوره البارز وجهوده المثمرة في إنتاج البحوث القيّمة التي تُسهم في تشكيل الحوار العام حول القضايا بالغة الأهمية في مجال الطاقة، إلى جانب ذلك، نال المركز جائزة أوبك العلمية لأفضل ورقة بحثية في مجال الطاقة لعام 2023 التي أجراها نائب الرئيس للمعرفة والتحليل المكلّف أكسل بيريو وفريقه من الباحثين، حصّة المطيري وجيمس سميث، حول الدراسة المتعلقة باستقرار أسواق النفط.
ويشارك المركز في مؤتمر الأمم المتحدة المعنيّ بتغير المناخ بصفته مراقبًا مستقلًّا لمفاوضات المناخ، وفي عام 2023 حصل المركز على صفة "مراقب" من برنامج الأمم المتحدة للبيئة، حيث سيسهم المركز رسميا من خلال صفته الجديدة بالخبرات والأبحاث والرؤى القائمة على الأدلة في مبادرات برنامج الأمم المتحدة للبيئة والحوار العالمي، إذ يؤكد هذا الاعتماد التأثير العالمي للمركز ويبرز دوره المرتكز على المعرفة ويرسخ جهوده في دعم توصيات السياسات المستدامة.

## التاريخ
افتتح خادم الحرمين الشريفين الملك سلمان بن عبد العزيز مركز الملك عبد الله للدراسات والبحوث البترولية «كابسارك» في الرياض في 2016. وتأتي الموارد المالية للمركز من الوقف الذي خصّصته حكومة المملكة العربية السعودية. ويتيح ذلك للباحثين إجراء بحوث مستقلة وموضوعية دون الحاجة للبحث عن التمويل أو التعرض لضغوط الممولين أو المانحين من خارج المركز.

## الحوكمة
يرأس مجلس الأمناء في المركز وزير الطاقة الأمير عبد العزيز بن سلمان، ويضم المجلس رئيس المركز وثلاثة أعضاء دوليين وثلاثة أعضاء سعوديين، ويعتبر أعلى سلطة في المركز والمسؤول عن شؤون المركز وسياساته وحوكمته. كما يضم المركز كذلك مجموعة من الخبراء الدوليين في مجال الطاقة يشكلون المجلس الاستشاري الدولي الذي يجتمع مرة كل عام ويقدم المشورة للمركز بشأن برامجه ومشاريعه البحثية الجارية.
ويضم المجلس رئيس مدينة الملك عبد العزيز للعلوم والتقنية الأمير تركي بن سعود آل سعود، ودكتور ماجد المنيف ونائب الرئيس التنفيذي للمؤسسة المالية العالمية جين يونغ جاي، والمدير العام لمركز العلوم والبيئة سونيتا ناريان، بالإضافة إلى رئيس مبادرة ديوك للطاقة ريشارد نيويل والمدير العام لـمؤسسة الكويت للتقدم العلمي عدنان شهاب الدين، والمدير المؤسس لمعهد دراسات النقل بجامعة كاليفورنيا دان سبيرلنق، ورئيس رئيس معهد اقتصاديات الطاقة باليابان ماساكازو تويودا، ورئيسة مشروع كلنقنديت العالمي للطاقة كوبي فان دير لاند، ونائب رئيس مؤسسة آي اتش إس للطاقة دانيال ايرقن.

## أبحاث ومبادرات
استحدث مركز الملك عبد الله للدراسات والبحوث البترولية أربعة منتجات متخصصّة في اقتصاديات الطاقة خلال عام 2019، بهدف تعزيز قطاع الطاقة العالمي وتسليط الضوء على أهم قضايا الطاقة المعاصرة المحلية والدولية، وتسعى المنتجات الجديدة لدعم صناع القرار للوصول لأهداف رؤية 2030 من خلال تقديم رؤى وتوصيات هامة لضمان أمن الطاقة وتنويع مصادر الاقتصاد والحد من تغير المناخ، حيث أطلق المركز خمسة «بودكاست» و20 إصداراً تحت عنوان رؤية على الأحداث و12 نموذجاً وأداة مفتوحة المصدر بالإضافة إلى 9 تعليقات، وذلك لمناقشة التحدّيات الراهنة في قضايا الاقتصاد والماء والطاقة والبيئة والتكنولوجيا، والعمل على تحليلها ووضع حلول لها بواسطة باحثي وباحثات المركز، وارتفع إنتاج المركز البحثي الذي يشتمل على عشر مبادرات بنسبة 32.5 في المائة خلال 2019 مقارنة بالعام السابق حيث وصل إلى 114 إصداراً بحثيا مقارنة بـ 86 في 2018 وتضم كافة مجالات الطاقة والاقتصاد والنفط والكهرباء والنقل والتغير المناخي.
قدّم المركز في 2019 أكثر من 1250 صيغة جاهزة لبيانات منمذجة لتعزيز فهم اقتصاديات الطاقة والسياسات البيئية، ويركز كابسارك في 10 مبادرات تتمثل في: تقييم مشاريع الاستثمار العام ومستقبل النقل والطلب على الوقود ومستقبل أسواق الطاقة والنفط والغاز بالإضافة إلى تغير المناخ وتحولات قطاع الكهرباء ونقاط الضعف الاقتصادية والإنتاجية والتنويع الاقتصادي بجانب النماذج والأدوات والبيانات.
وفي عام 2022 أطلق -كابسارك،- النسخة الثانية من مؤشر الاقتصاد الدائري للكربون وذلك ضمن فعاليات قمة المناخ (كوب 27)، التي عقدت في شرم الشيخ، ويسعى المؤشر لاثبات جهود المملكة في مكافحة التغير المناخي، حيث يعمل على قياس مدى التزام الدول بمعالجة الانبعاثات الكربونية لديها.
وكانت السعودية قد تبنت مفهوم الاقتصاد الدائري للكربون خلال رئاستها لمجموعة العشرين، كإطار متكامل وشامل لمعالجة التحديات المترتبة على انبعاثات
الغازات الدفيئة وإدارتها بشتى التقنيات المتاحة، ويمثل هذا النهج أربعة استراتيجيات وهي التخفيض، وإعادة الاستخدام، والتدوير بالإضافة إلى الإزالة. وتتميز النسخة الثانية من المؤشر عن المؤشر السابق الذي تم اطلاقه في قمة المناخ في غالسكو (كوب 26) بازدياد عدد الدول المشمولة إلى 64 دولة دولة من 30 دولة في المؤشر السابق، مما يوسع نطاق التغطية ليشمل أكثر من %90 من الناتج المحلي الإجمالي العالمي وانبعاثات الغازات الدفيئة.

## جوائز والإنجازات
حصل المركز منذ افتتاحه على خمس جوائز تسلط الضوء على التميز في التصميم والهندسة، وهي:
- الجائزة البلاتينية للريادة في تصميم الطاقة والبيئة.
- جائزة أفضل مشروع في العام عن فئة مباني البحوث المقدَّمة من مجلة إي إن آر الرائدة.
- جائزة منظمة العمارة الدولية للمشاريع التي اكتمل بناؤها متفوقاً على العديد من المشاريع العالمية.
- وصفَ المبنى ذي الكفاءة والجمال البيئي من قبل صحيفة النيويورك تايمز.
- حصل على لقب المبنى الأذكى في المملكة من قبل مسابقة هوني ويل.
- في عام 2022م مُنِح المركز خمس شهادات بلاتينية مقدمة من مجلس المباني المستدامة الأمريكي (USGBC) في مجال إدارة المرافق عن فئة التشغيل والصيانة، وفقاً لأعلى معايير المحافظة على البيئة، والاعتماد على مصادر الطاقة المستدامة بتصنيف يزيد عن ثمانين نقطة.[14]

## قمة العشرين
عُين كابسارك خلال هذا العام من قبل سكرتارية مجموعة العشرين كمسؤول عن تنظيم مجموعة الفكر 20 وذلك في إطار استعدادات وتحضيرات المملكة لاستضافة قمة العشرين القادمة في نوفمبر 2020 وذلك بالشراكة مع مركز الملك فيصل للدراسات والبحوث الإسلامية، حيث مثَّل المركز الوفد السعودي في اجتماعات مجموعة تواصل الفكر (T20) التي عقدت في البرازيل في سبتمبر 2018 كما شارك في اجتماعات المؤتمر الاستهلالي لمجموعة الفكر والتي عقدت في طوكيو في ديسمبر 2018. تقدم مجموعة تواصل الفكر أبحاث ودراسات في القضايا الهامة ذات العلاقة لدول المجموعة والتي تمثل 85% من الاقتصاد العالمي وتضم 75% من السكان.

### كابسارك ومجموعة تواصل الفكر T20
عقد مركز الملك عبد الله للدراسات والبحوث البترولية ومركز الملك فيصل للبحوث والدراسات الإسلامية في الرياض المؤتمر الاستهلالي لمجموعة الفكر (T20) في 19-20 يناير 2020، حيث تُعدُّ مجموعة الفكر (T20) إحدى المجموعات المشاركة التي تُسهم في مجموعة العشرين حيث تعمل بمثابة بنك للأفكار وتقديم توصيات السياسات العامة إلى مجموعة العشرين، حيث تقوم المجموعة بإعداد بيان توصيات فُرق العمل التابعة للمجموعة، وتعميمه على قادة مجموعة العشرين للنظر فيه وتضمينه في بيان قمة مجموعة العشرين التي ستنعقد في مدينة الرياض في شهر نوفمبر من عام 2020م. حضر المؤتمر الاستهلالي أكثر من 500 خبير يمثلون 150 جهة بحثية من 65 دولة، وذلك لمناقشة مجموعة من القضايا الأساسية التي تشمل الطاقة، والهجرة والشباب والابتكار والتكنولوجيا وتعددية الأطراف والتنمية الاقتصادية والتمويل بالإضافة إلى الأمن الغذائي وإمكانية الحصول على المياه.
كابسارك يعد اليوم أكثر مركز أبحاث تمكينًا في العالم
نظم مركز الملك عبد الله للدراسات والبحوث البترولية “كابسارك” المؤتمر العالمي الرابع والأربعون لاقتصاديات الطاقة -الذي يقام للمرة الأولى في منطقة الشرق الأوسط- تحت شعار “مسارات لمستقبل طاقة نظيفة ومستقرة ومستدامة”ن وذلك بالتعاون مع جمعية اقتصاديات الطاقة السعودية خلال الفترة 13-17 رجب 1444هـ الموافق 4-8 فبراير 2023م في مقر مركز كابسارك في الرياض، والذي افتتحه وزير الطاقة رئيس مجلس أمناء المركز الأمير عبدالعزيز بن سلمان بن عبدالعزيز، بحضور عدد من المسؤولين والخبراء والمختصين في القطاع، حيث سلّم ثلاث جوائز للتميّز في مجال الطاقة مقدمة من الجمعية الدولية لاقتصاديات الطاقة، وشارك في نقاش مع دانيال يرغن، نائب رئيس إس آند بي جلوبال.
وأكد وزير الطاقة في كلمة له خلال افتتاح المؤتمر أن كابسارك يعد اليوم أكثر مركز أبحاث تمكينًا في العالم، فلديه المنشآت، وأماكن الإقامة، والأوقاف، والمواهب، واللوائح الداخلية التي تتيح له توظيف المواهب من جميع أنحاء العالم.
وقال: "إننا على يقين من دوره المهم الذي يجعل منه حاضنة للأحداث الأكثر تأثيرًا مثل المؤتمر الرابع والأربعين للجمعية الدولية لاقتصاديات الطاقة الذي تمكن من تسجيل رقم قياسي في أعداد الحضور".

## الشركاء
يمتلك كابسارك علاقات قوية مع أكثر من 24 منظمة بحثية ومنظمات السياسات العامة والحكومات، مما يتيح له إثراء مخرجاته البحثية بشكلٍ أكبر، وهم:
شركاؤه في السعودية
- السعودية: مدينة الملك عبدالله للطاقة الذرية والمتجددة
- السعودية: مدينة الملك عبد العزيز للعلوم والتقنية
- السعودية: وزارة الاقتصاد والتخطيط
- السعودية: مؤسسة النقد العربي السعودي
- السعودية: أرامكو السعودية
- السعودية: شركة الكهرباء السعودية
- السعودية: الهيئة السعودية للمواصفات والمقاييس
- هيئة تنظيم الكهرباء والإنتاج المزدوج
- هيئة الربط الكهربائي لدول مجلس التعاون الخليجي

شركاؤه الدوليون
- الكويت: معهد الكويت للأبحاث العلمية
- البحرين: جامعة الخليج العربي
- البحرين: “مركز دراسات”
- الإمارات العربية المتحدة: جامعة خليفة للعلوم والتقنية
- البنك الدولي
- الولايات المتحدة: مجلس أتلانتا
- الولايات المتحدة: مركز الدراسات الدولية والاستراتيجية
- الصين: “معهد مؤسسة النفط الوطنية لأبحاث التقنية والاقتصاد
- الصين: “مركز النقل المستدام
- الصين: “معهد أبحاث التنمية
- الصين: “معهد أبحاث الطاقة
- الهند: “جامعة تيري
- الهند: “معهد الموارد والطاقة
- المملكة المتحدة: كلية امبيريال
- اليابان: معهد اقتصاديات الطاقة الياباني (IEEJ)

## مجمع كابسارك
يقع مركز كابسارك في الطرف الشمالي من الرياض، ويضم الحي السكني (يسمى بـ REC، ويقع في الجانب الغربي) ومجمع البحوث (يسمى بـ ROC، ويقع في الجانب الشرقي). صممت زها حديد مجمع البحوث الذي يبلغ مساحته 70 ألف متر مربع، ودعمته شركة Event Communications. تم اختيار زها حديد لتنفيذ المشروع بعد مسابقة التصميم لعام 2009. افتتح المركز في أكتوبر 2017، وحصل على شهادة LEED البلاتينية. يضم المجمع خمسة مبانٍ متشابكة: مركز البحوث، ومركز الكمبيوتر، ومركز المؤتمرات، والمكتبة، والمصلى. بالإضافة إلى مسرح يسع 300 مقعد.

## مسجد كابسارك

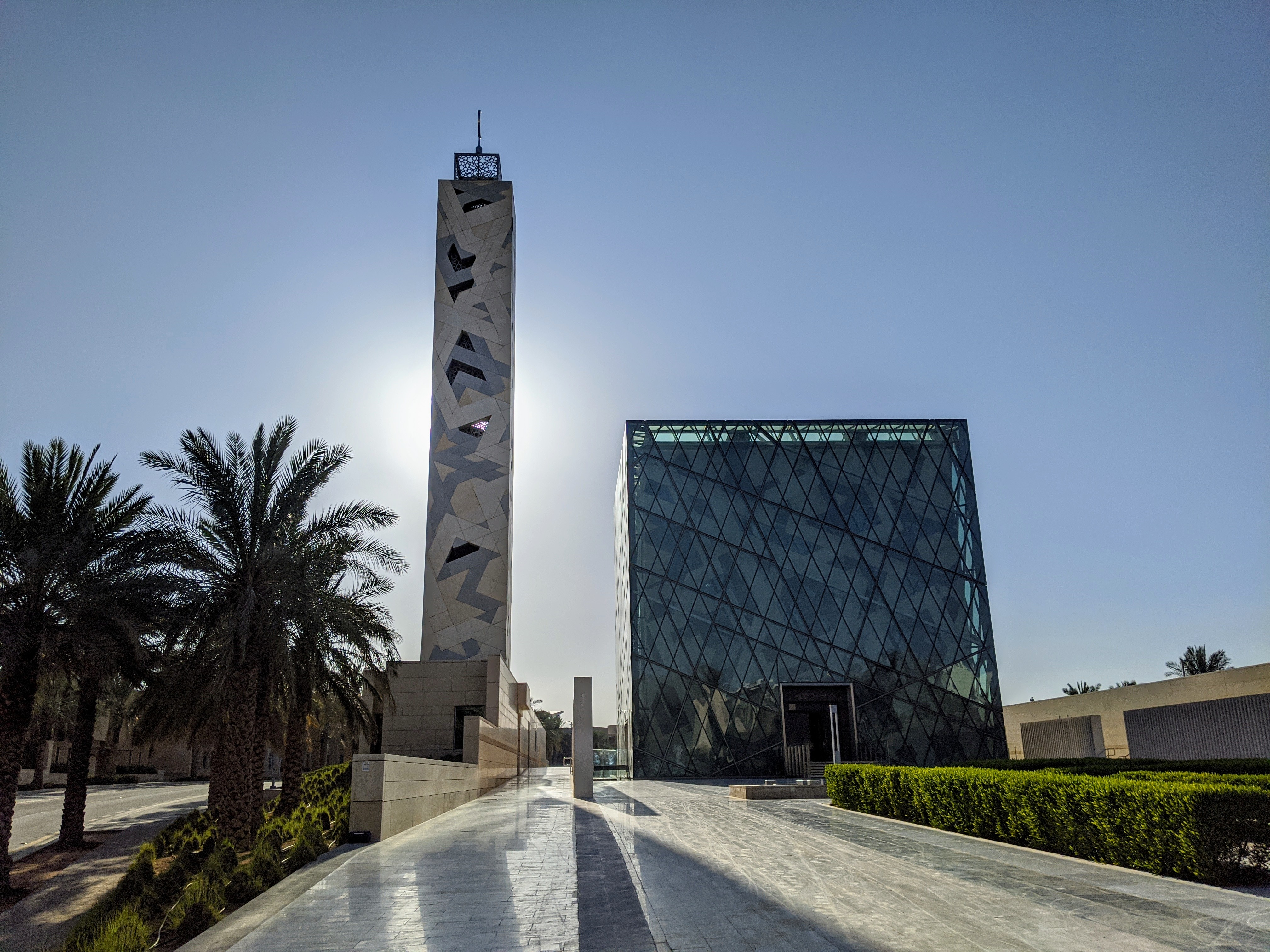
مسجد كابسارك

تقع قاعة الصلاة في مسبح منعكس ويمكن الوصول إليها من الجسور الزجاجية العالية المؤدية إلى مداخله. يمثل هذا الموكب الانتقال من ترك العالم المدان للدخول إلى العالم المقدس. يضيء المسبح العاكس ليلاً مما يعطي الوهم بأن المبنى بأكمله يطفو فوق الماء. إلى أي جانب من قاعة الصلاة، تقوّس وظائف دعم جدران الحوائط، بما في ذلك مساحات الوضوء ومكتب الإمام. صُممت قاعة الصلاة الرئيسية على شكل مكعب مساحته 75 قدم مربع مغلف ببشرة دينامية ذات طبقات. يتم فصل الطبقة الخارجية من الزجاج عن طبقة داخلية من الخرسانة المكسوة بالحجارة بثلاثة أقدام. تم تصميم المئذنة التي يبلغ طولها 115 قدما لتكمل المسجد في أنماط مماثلة من الكسوة الحجرية والنوافذ. تستوعب قاعة الصلاة الرئيسية 200 رجل، في حين أن طابق الميزانين يستوعب 100 امرأة.

## معرض صور

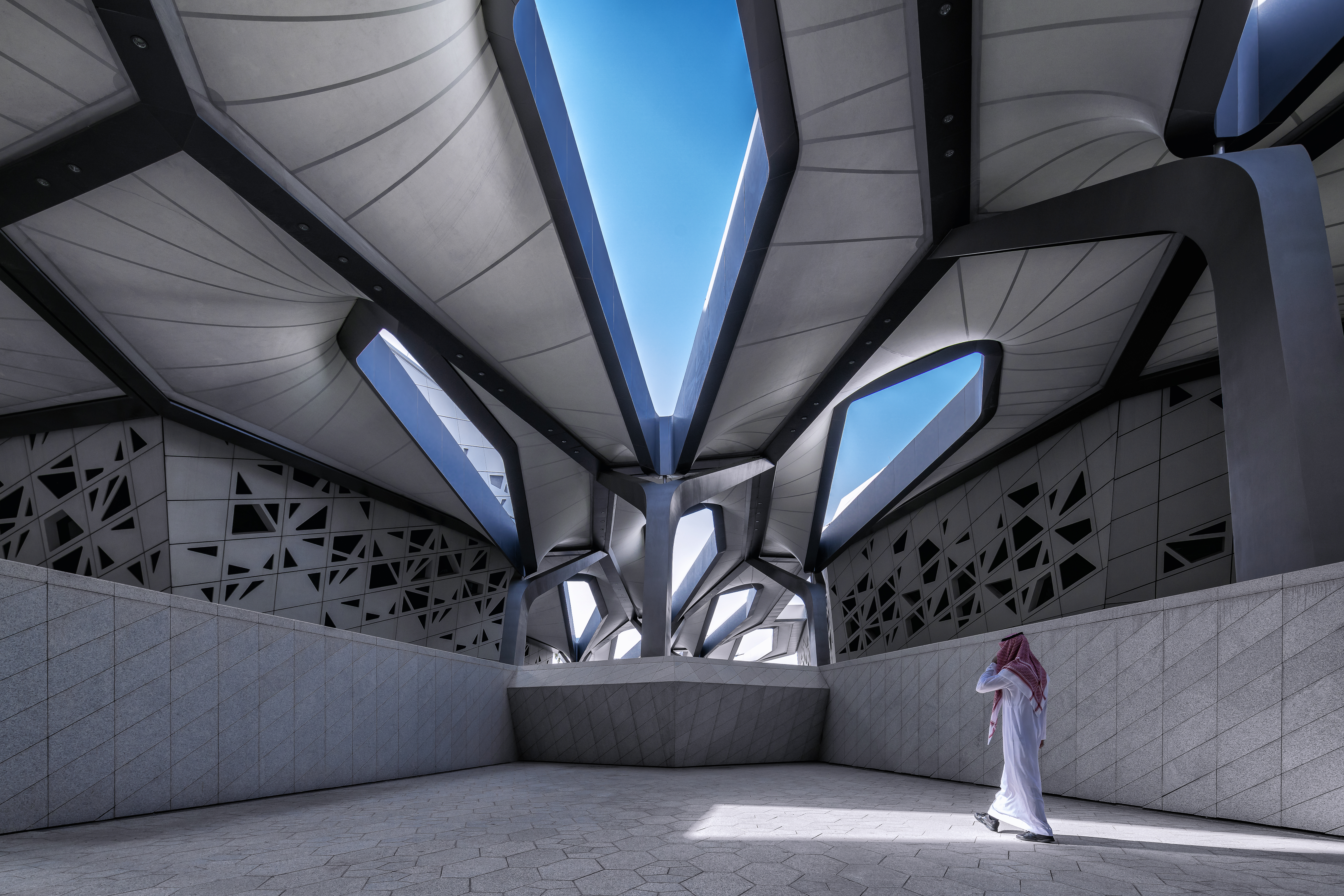
منظر عام
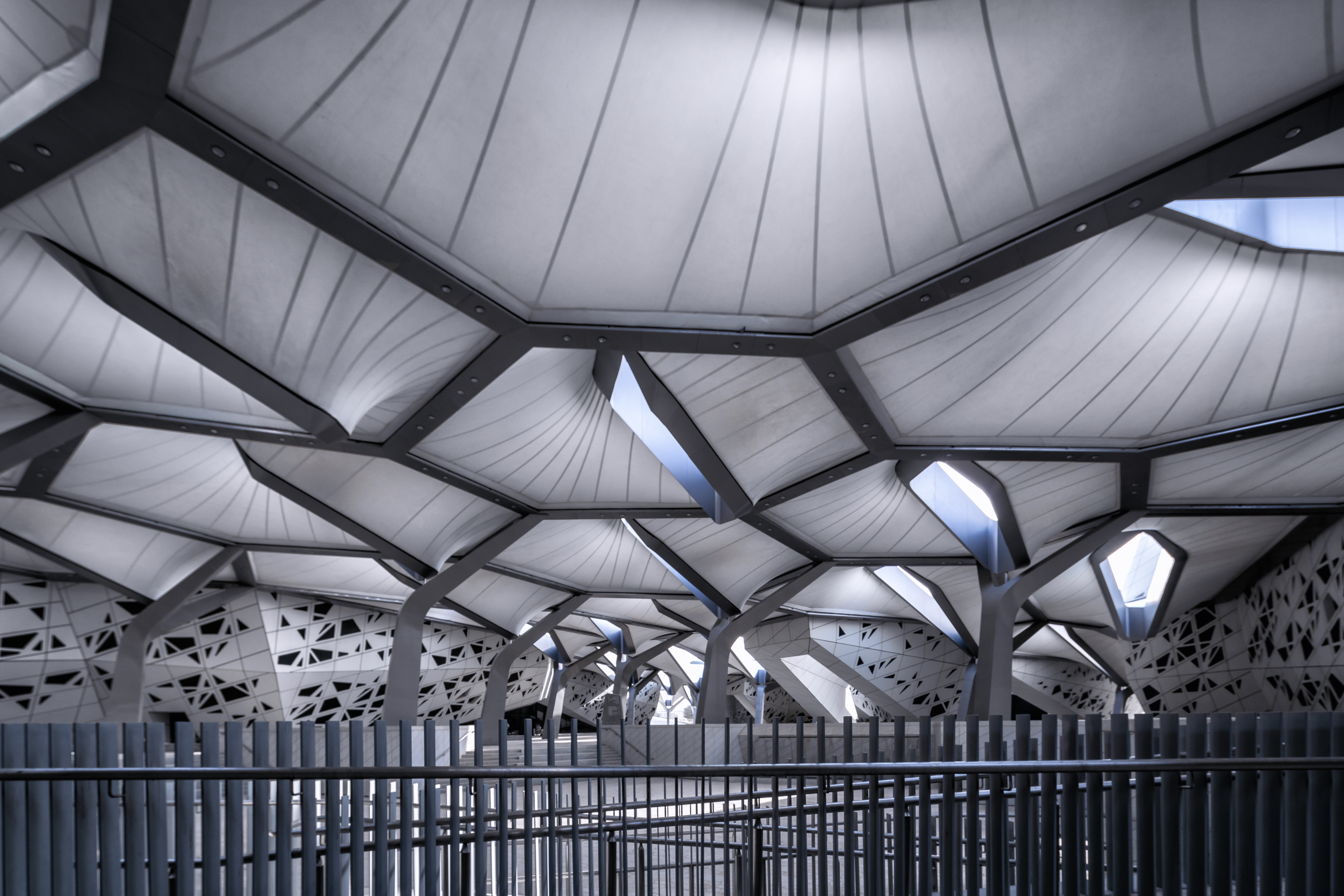
منظر عام

## وصلات خارجية
- مركز الملك عبدالله للدراسات والبحوث البترولية على يوتيوب